# Annelise Coberger
Annelise Coberger, född 1971 i Christchurch i Nya Zeeland, är en tidigare utförsåkare. Hon tog silver i slalom under olympiska spelen 1992. Med det blev hon den första medaljören från Nya Zeeland i ett vinter-OS.

## Världscupssegrar
| Datum           | Plats        | Gren   |
| --------------- | ------------ | ------ |
| 14 januari 1992 | Hinterstoder | Slalom |